# Jean Ier de Grailly
 (décembre 2019).
Si vous disposez d'ouvrages ou d'articles de référence ou si vous connaissez des sites web de qualité traitant du thème abordé ici, merci de compléter l'article en donnant les références utiles à sa vérifiabilité et en les liant à la section « Notes et références ».
Jean Ier de Grailly est un personnage historique qui vécut à la fin du XIIIe siècle et au début du XIVe siècle. Nous ne connaissons pas la date de sa naissance. Membre de la Maison de Grailly, il fut seigneur de Grilly au bailliage de Gex, chevalier, vicomte de Benauges dont il fit sa résidence en Aquitaine et de Castillon, seigneur de Gurzon (Gurson en Dordogne), de Flex (Le Fleix en Dordogne), du Puy et de Châlus (de Puy-Châlus en Dordogne), de Ville-la-Grand en Genevois et de Rolle sur le lac Léman, Sénéchal de Gascogne, puis de Guyenne pour le compte des Anglais, et Sénéchal de Jérusalem au service du roi de Chypre. Il meurt en 1303.

## Histoire

### L'Angleterre
Il quitta, vers 1254, son pays natal pour se rendre en Angleterre où il fut bien accueilli, comme l’étaient les Savoyards depuis le mariage d’Éléonore de Provence, fille d'une princesse de Savoie (Béatrice), avec le roi Henri III. Il est nommé attaché, en qualité de conseiller, à la personne du prince héritier, alors duc de Guyenne, le futur Édouard Ier.
Ce prince lui donna le 20 mars 1261 les terres de Bierre-les-Semur, de Scorbian et d’Artige, et dès lors on trouve Jean tantôt en Guyenne, tantôt en Angleterre.
En 1265, il amena en Angleterre un contingent de Gascons et, à la bataille d’Evesham, contribua à la victoire du roi Henri III sur ses barons révoltés. En récompense, le 2 janvier 1266, il reçut du prince héritier Édouard, du consentement de la reine Éléonore sa mère, la vicomté de Benauges avec la ville de Natz et son salin de Bordeaux. Qualifié de Sénéchal de Gascogne, il négocia une trêve entre l’Angleterre et la Navarre.
Le 24 janvier 1268, à Northampton, dans une séance au Parlement, Jean de Grailly prit la croix à la suite du Prince Édouard. Pour la réussite de la croisade, il fallait l’union des princes chrétiens. Saint Louis s’en préoccupa et en mai 1269, à Paris, s’entremit entre l’Angleterre et la Navarre, et Jean de Grailly signa, au nom du roi d’Angleterre, un renouvellement de la trêve de 1266. Mais il fallait aussi de l’argent, et le prince Edouard emprunta à Saint-Louis 70.000 livres que Jean de Grailly cautionna pour 3.000.

### La croisade
Saint Louis partit en croisade en mars 1270. Le prince Édouard le suivit en octobre, mais lorsqu’il débarqua à Carthage, le roi était mort de la peste à Tunis. Les Anglais se rendirent alors à Trapani en Sicile où Jean de Grailly fut chargé de faire tous les préparatifs pour le printemps suivant. En mai 1271, les survivants de Tunis débarquèrent à Acre et reprirent la conquête des Lieux Saints, sans remporter de succès décisifs, ce qui entraîna des différends entre les alliés.
En effet, le roi de Chypre, Hugues de Lusignan, voulait continuer la croisade, contrairement à ses barons. Jean de Grailly, avec les grands maîtres des ordres hospitaliers, se rendit à Nicosie pour réconcilier le roi et ses barons, mais sans succès. Une trêve de dix ans étant conclue avec les infidèles, le rembarquement eut lieu en 1272. Le roi de Chypre nomma alors Jean de Grailly sénéchal de Jérusalem et le roi de France lui confia le commandement des troupes qu’il entretenait en Syrie pour la défense des colonies chrétiennes.
Jean de Grailly, ainsi chargé de tous les intérêts européens au Moyen-Orient, les représenta au concile de Lyon en 1274 organisé par Grégoire X avant sa mort. Après le concile, il ne retourna pas en Orient, confiant dans la trêve de dix ans conclue avec les Turcs.

### Sénéchal de Guyenne
En récompense de ses services, Édouard Ier, roi d’Angleterre, lui donna le 1er octobre 1278 les châteaux de Castillon et de Gurzon avec leurs dépendances, excepté la ville de Libourne, et y ajouta toutes les terres qui avaient été confisquées à Bernard de Bouville de Benauge et Bezaume.
À la fin de l’année 1280, Jean de Grailly fut officiellement nommé par Édouard Ier Sénéchal de Gascogne, Agenais, Limousin, Périgord, Quercy, et Saintonge. Cette nomination fit de lui le maître absolu du duché. Il construisit de très nombreuses bastides destinées autant à défendre qu’à administrer le duché d’Aquitaine, telles Saint-Julien-de-Cap-Ourbise fondée en 1279, Cadillac sur la Garonne et Miramont en Agenais en 1281, Valence en 1283, Vianne (pour faire face à la bastide française Lavardac), Monpazier en Périgord et Molières en 1284, Beauregard, de Périgord, Sainte-Livrade en Agenais en 1289, Libourne en 1270, entamée avant son départ à Jérusalem et qui fut terminée par son successeur. Il fit fortifier Monflanquin et Lalinde.
À plusieurs reprises, Jean de Grailly se rendit au Parlement de Paris pour y soutenir les intérêts du Roi d’Angleterre, vassal du Roi de France pour l’Aquitaine. De même il mena des ambassades en Castille pour réconcilier le roi Alphonse X avec le Roi de France, des négociations avec le Roi de France au sujet du Quercy auquel prétendait le Roi d’Angleterre, un arbitrage entre Philippe Ier de Savoie, comte de Savoie et Othon IV de Bourgogne, comte de Bourgogne (qui lui donnera le château d’Oigney près de Dole) et un autre entre Charles d’Anjou et la veuve de Saint-Louis, Marguerite de Provence au sujet de son douaire.
En 1281, il rendit hommage de sa terre de Grailly à Philippe, comte de Savoie et fut caution la même année, avec d’autres, de l’appointement fait entre le comte de Bourgogne et le comte de Savoie, par lequel ils se soumettaient pour leurs différends au jugement de la reine de France.
En 1283, il fut choisi pour juge du combat qui se devait faire entre Charles d’Anjou et Pierre III d'Aragon pour le royaume de Sicile. Il fut présent à l’hommage que Bernard VI d'Armagnac, comte d’Armagnac, rendit au roi d’Angleterre pour les comtés d’Armagnac et de Fezensac, le 3 novembre 1286.

### Retour en Terre Sainte
En 1287, le nouveau Roi de Jérusalem, Henri II de Chypre, rappela son sénéchal et Jean de Grailly débarqua en Syrie et lui rendit hommage de la sénéchaussée de ce royaume, que le roi Hugues III lui avait donné.
En 1289 l’émir Kilaoum assiégea Tripoli dans laquelle se jetèrent, pour la défendre, Amaury de Lusignan, frère du Roi, les maréchaux des Ordres du Temple et de l’Hôpital, et Jean de Grailly. Au bout de 24 jours, la ville fut prise et Jean de Grailly fut un de ceux qui purent échapper au massacre.
Envoyé en Europe par le Roi de Chypre et de Jérusalem pour chercher des secours, il se rendit à Rome où il obtint du pape Nicolas IV d’envoyer vingt galères armées et équipées à Chypre. C’est sans doute à cette occasion que le pape le nomma le 6 janvier 1290, recteur du Comtat Venaissin, le chargeant ainsi des intérêts temporels de la papauté en Avignon.
Au cours de l’été 1290, les renforts rassemblés par le pape partirent pour la Palestine et Jean de Grailly s’embarqua peu après pour Saint-Jean-d'Acre. Le 5 avril suivant le mamelouk Kabid Achraf, fils de Al-Mansûr Sayf ad-Dîn Qala'ûn al-Alfi du Caire, assiégea la ville et le 13 mai l’assaut final donné forçant les croisés à se replier sur les vaisseaux pour regagner Chypre. Jean de Grailly qui commandait une des quatre divisions présentes, fut blessé à cette occasion.

### Retour en France
Il revint en Guyenne en 1293. Édouard d’Angleterre et Philippe le Bel étaient en guerre et que ce dernier faisait prendre par son connétable Bordeaux et les villes environnantes. Jean de Grailly se défendit énergiquement dans la bastide de Cadillac qu’il avait fondée.
Puis on le retrouva surtout en Comtat Venaissin et en Savoie, où il rendit hommage au duc Amédée V de Savoie pour les terres de Grilly, Ville-la-Grand, Rolle, Prangins et Marnaz. Il accompagna en Écosse une ambassade de deux évêques envoyés par le pape Boniface VIII pour réconcilier les rois de France et d’Angleterre.
En 1295, le pape nomma Jean de Grailly recteur du Comtat Venaissin, comme l’avait fait son prédécesseur.
Après 1297 on ne trouve plus sa trace que dans des actes à caractère privé. Il passa les dernières années de sa vie à Grenade-sur-Garonne où il fit son testament le 6 juin 1303 et y mourut probablement en octobre.

## Mariage et descendance
Le testament indique que son épouse est une certaine Béatrice et mentionne un enfant :
- Pierre Ier (fils d'une première épouse, Claire/Clairemonde de La Motte de Landiras ? ; marié à Thalèse de Bouville de Benauge et Bezaume, ou à Rubea d'Astarac ?), 
  - dont Pierre II de Grailly (x 1° Assalhide de Bordeaux, captal de Buch, et 2° Erembourg, fille d'Hélie VII de Périgord)